# 鬼手
『鬼手』（きしゅ、原題：신의 한 수: 귀수편）は、2019年公開の韓国映画。
日本では2020年8月7日に公開された。

## 概要
賭け囲碁を題材とした作品で、その駆け引きから格闘シーンが盛り込まれていることが特徴。天涯孤独の身となった主人公が、父が遺した囲碁を拠り所にし、幼少の身でありながら碁会所で多くの大人たち相手に連勝。その才能を見出した男が師匠となり、厳しい修行を積み重ねる。下山して強豪な棋士たちとの駆け引きを繰り広げ、やがて主人公の姉を結果的に死に追いやった復讐の対象であるプロ棋士の男との決戦にまでこぎつけていく。

## ストーリー
主人公・グィスは、父が自殺し、母に姉と共に捨てられ、果てには姉が自殺し天涯孤独の身となった。その中で囲碁を拠り所にし、幼少の身でありながら賭け囲碁で多くの大人たちを圧勝するほどの棋力を誇っていた。その対局を見ていた男ホ・イルドに才能を見出され、過酷な修行を付けさせられる。厳しい修行の末、グィスは下山し、強豪の棋士たちを相手に勝ち抜いていき、やがて復讐の対象である男との死闘に漕ぎつける。

## 登場人物
グィス
本作の主人公。賭け碁で裏世界を駆け抜ける棋士（いわゆる真剣師）。
ホ・イルド
グィスの師匠。一匹狼の棋士。
トン
グィスの相棒。賭け碁において棋士を仲介するマッチメイカー。
釜山の雑草
早碁を得意とする棋士。
ウェトリ
グィスへ復讐心を持つ青年棋士。
長城の占い師
ガラス製の碁石で対局する棋士。